# 高桥隆笃
高桥隆笃（1888年4月8日—1951年9月24日）是日本侵华战争时期一名陆军军官、兽医，其最终军衔为陆军兽医中将。他在担任关东军兽医处长期间，曾是细菌武器制造工作的积极组织者之一，直接领导第100部队进行各种以牲畜或谷物为媒介的烈性传染病菌的研究和人体实验。在伯力审判中，他曾极力否认自己的罪行并将责任推卸给他人，但最终获判25年有期徒刑。1951年，高桥隆笃于服刑期间死亡。

## 生平
高桥隆笃于1888年（明治21年）4月8日出生在秋田縣由利郡本莊城，是小学教师高桥隆忠家中长子。他曾先后就读郁文馆中学（现郁文馆初高中）、第一高等学校，1914年（大正3年）7月毕业于东京帝国大学农科大学兽医系。1915年（大正4年）2月他成为日本陆军兽医少尉，配属到野炮兵第16联队。1916年（大正5年）12月，高桥隆笃作为乙等学生进入陆军兽医学校。
1918年（大正7年）9月，高桥隆笃被调到传染病研究所工作，1919年（大正8年）4月晋升兽医中尉。1920年（大正9年）9月起，高桥隆笃历任兽医学校教官、临时检疫所员、兽医学校副官兼教官、驻英国武官、兽医学校教官等职，1925年（大正14年）8月晋升三等兽医正并任兽医学校附属军官。此后他曾相继担任兽医学校教官、陆军科学研究所研究员、第1师团兽医部员、兽医学校教官兼科学研究所员，1930年（昭和5年）8月晋升二等兽医正。1931年（昭和6年）8月，高桥隆笃转任科学研究所员，并在九一八事变后到长春宽城子建立被称为“高桥部队”的“關東軍臨時病馬收容所”。1933年（昭和8年）8月他调任关东军司令部附属，成为關東軍臨時病馬收容所第三任负责人，并赴满洲任职。1935年（昭和10年）3月15日，他被晋升为一等兽医正。
1935年8月1日，高桥隆笃转任兽医学校研究员而返回日本国内。1936年，“關東軍臨時病馬收容所”被改为“关东军兽医预防部”并迁⾄长春市以南10公⾥的孟家屯。1937年（昭和12年）2月15日因陆军武官官等表修订而晋升为兽医大佐。同年3月1日就任兽医学校干事，5月调任第14师团兽医部长并参加中日战争。1938年（昭和13年）9月转任第21军兽医部长，1939年（昭和14年）3月9日晋升兽医少将。1940年（昭和15年）2月10日任南支那方面军兽医部长，8月1日调任第3军兽医部长，1941年（昭和16年）3月1日就任关东军司令部兽医部长。自此，高桥隆笃开始以731部队研究试验为基地进行以牧畜作为媒介的细菌战研究。1942年（昭和17年）12月1日晋升兽医中将直至战争结束。 

### 战后
1945年8月，苏联入侵满洲期间，高桥隆笃被红军俘虏，并被指控犯有战争罪。此后，高桥隆笃被拘押于西伯利亚，1948年（昭和23年）1月31日被暂时禁止担任公职。在1949年（昭和24年）12月的伯力审判中，高桥隆笃作为12名被告之一由律师兹维列夫进行辩护。
自1949年10月30日起，高桥隆笃接受了多轮庭审。之后又在12月27日晚上进行了正式公审。在审讯中，高桥隆笃哭惨装可怜称年幼时为替弟弟缴纳学费而不得不领取了陆军省发放的补贴，以致毕业后服役于关东军。并且反复强调自己仅是一名细菌学专家，主张反对细菌战，而由于不是第100部队的部队长因此主张自己对这支部队的所作所为没有直接责任。然而曾任第100部队部队长的若松有次郎出庭指证高桥隆笃自1941年3月就任关东军兽医处长起就积极指挥第100部队扩大兽类烈性传染病菌以及谷类毒药等的生产潜能。且若松有次郎作证高桥隆笃曾亲自发起将第100部队成立细菌研究分部从事细菌的生产和人体实验。最终，高桥隆笃供认其在任上时，1943年的第100部队年度生产能力达到炭疽热细菌1000公斤、鼻疽细菌500公斤、锈菌100公斤等。但高桥隆笃仍然声称使用活人进行试验未曾得到他的批准，因此自己不能为此负责。经公诉人的陈述，高桥隆笃曾下令在731部队的靶场以飞机播撒细菌感染草料来进行牲畜试验，也曾派遣第100部队中的远征队前往兴安北省内临近苏联边界的额尔古纳河诸⽀流区域播撒病菌以便检验由河流进行细菌破坏活动的功效。
1949年（昭和24年）12月30日，高桥隆笃与陆军大将山田乙三、军医中将梶冢隆二一同被判有期徒刑25年。1951年（昭和26年）9月24日，高桥隆笃因腦溢血在苏联伊万诺沃州切尔恩齐的内务人民委员部第48特别营服刑期间死亡，时年63岁。

## 荣誉
- 1940年（昭和15年）8月15日帝国开国2600周年纪念章[24]
- 1944年（昭和19年）3月30日-满洲国：勳一位柱国章[25]

## 脚注
1. ↑  王俊彦 (1996)，第243頁.
2. ↑  秦郁彦 (1991)，第88頁.
3. 1 2 3 4  福川秀樹 (2001)，第425頁.
4. 1 2 3 4 5 6 7 8  外山操 (1981)，第553頁.
5. 1 2 3 4 5 6 7 8 9 10 11 12 13 14  秦郁彦 (1991)，第96頁.
6. ↑  王俊彦 (1996)，第243-244頁.
7. ↑  張玉雪 (2017)，第42頁.
8. 1 2 3  王俊彦 (1996)，第244頁.
9. ↑  . 官報 (3032). 1937-02-13 （日语）.
10. ↑  金成民 (2008)，第345頁.
11. ↑  総理庁官房監査課 (1949)，第210頁.
12. ↑  金成民 (2008)，第615頁.
13. ↑  金成民 (2008)，第611頁.
14. ↑  金成民 (2008)，第613頁.
15. ↑  王俊彦 (2005)，第444頁.
16. ↑  王俊彦 (1996)，第244-245頁.
17. ↑  王俊彦 (1996)，第245頁.
18. 1 2  王俊彦 (1996)，第246頁.
19. ↑  刘雅玲 & 龚积刚 (2004)，第147頁.
20. ↑  王俊彦 (1996)，第247頁.
21. ↑  郭晓晔 (2024)，第210-211頁.
22. ↑  刘雅玲 & 龚积刚 (2004)，第152頁.
23. ↑  人民法院报社 (2016)，第543頁.
24. ↑  . 官報 (4438). 1941-10-23 （日语）.
25. ↑  . 亞洲歷史資料中心 （日语）.

### 图书
- 秦郁彦 (编).   初版. 東京大学出版会. 1991. ISBN 9784130360609 （日语）.
- 福川秀樹 (编).  . 芙蓉書房出版. 2001. ISBN 4829502738. OCLC 46814317 （日语）.
- 外山操 (编).  . 芙蓉書房出版. 1981. ISBN 4829500026 （日语）.
- 総理庁官房監査課 (编). . . 日比谷政経会. 1949. OCLC 673171560 （日语）.
- 郭晓晔. . 中国专业作家纪实文学典藏文库. 北京: 中国盲文出版社. ISBN 7-5002-0958-4 （中文（中国大陆））.
- 金成民. . 哈尔滨: 黑龙江人民出版社. 2008. ISBN 9787207079084 （中文（中国大陆））.
- 刘雅玲; 龚积刚. . 长沙: 湖南人民出版社. 2004-09. ISBN 978-7-5438-3763-8 （中文（中国大陆））.
- 王俊彦. . 北京: 中国文史出版社. 2005. ISBN 9787503416743 （中文（中国大陆））.
- 王俊彦.  1. 中國: 內蒙古人民出版社. 1996. ISBN 9787204032839 （中文（中国大陆））.
- 人民法院报社. . 最高人民法院出版社. 2016. ISBN 9787510914195 （中文）.

### 期刊
- 張玉雪. . 北华大学学报(社会科学版). 2017, (6). ISSN 1009-5101 （中文）.